# Leopold Katzenstein
Leopold Katzenstein  (* 23. Juli 1843 in Rhina (damals Kreis Hünfeld); † 3. Dezember 1915 in New York City) war ein US-amerikanischer Schiffbauer und Ingenieur  deutscher Herkunft.
Katzenstein wuchs nach dem Tode seines Vaters Abraham vermutlich im Jüdischen Waisenhaus in Kassel auf. Er emigrierte in den Jahren 1868 oder 1869 in die Vereinigten Staaten und war dort als Schiffbauer und Maschinenbauingenieur erfolgreich. Er war Inhaber der Firma "Leopold Katzenstein & Co.", die Bauteile für Dampfmaschinen auf Schiffen herstellte. Um das Jahr 1885 erhielt er ein Patent auf die Reinigung von Speisewasser für Dampfkessel. Er gehörte zu den Gründern der Gemeinde "Tempel Israel", dessen Haus zu jener Zeit auf der Westseite der Halbinsel Manhattan lag.
Seine Todesanzeige erschien am 4. Dezember 1915 in der New York Times.
Leopold Katzenstein, Leiter der Firma "Leopold Katzenstein & Co.", 358 West Street, starb gestern im Alter von 76 Jahren in seinem Haus in der 72 West Ninety-first Street. In den vergangenen 45 Jahren erfand er Bauteile für Dampfmaschinen und stellte sie her. Er stammte aus Deutschland und studierte an den Universitäten seines Geburtslandes. Er kam vor 45 Jahren hierher und begann sofort an Verbesserungen für Dampfmaschinen zu arbeiten. Viele seiner Erfindungen sind auf Dampfschiffen überall auf der Welt im Einsatz.
Mr. Katzenstein war Mitglied der Society of Naval Architects, der Society of Marine Engineers, des Railroad Club, der Society of Naval Engineers of Washington, D. C., des Deutschen Technischen Vereins und einer Vielzahl von Wohltätigkeitsorganisationen. Seine Frau, drei Söhne und eine Tochter überlebten ihn.

## Trivia
In Frankenau, im Landkreis Waldeck-Frankenberg in Hessen, erbaute er das Haus Katzenstein, welches 2007 zu zwei Wohnungen und einer Sparkasse umgebaut wurde.